# Sablonceaux
Sablonceaux es una comuna francesa situada en el departamento de Charente Marítimo, en la región de Nueva Aquitania.
Como muchos municipios alrededor de Royan, Sablonceaux está marcado por el fenómeno de la periurbanización, lo que significa que muchos habitantes de las ciudades, en busca de una mejor calidad de vida, vienen a instalarse en los municipios de la periferia. Por ese motivo viene aumentando la población, que entre 1999 y 2020 pasó de 1023 habitantes a 1394 habitantes. No obstante, la actividad comercial sigue siendo limitada. Las tiendas locales se encuentran más bien en los municipios vecinos.

## Demografía
| 745 | 750 | 735 | 858 | 1027 | 1023 | 1394 |
| Para los censos de 1962 a 1999 la población legal corresponde a la población sin duplicidades (Fuente: INSEE [Consultar]) |     |     |     |      |      |      |